# Oreomava otwayensis
Oreomava otwayensis är en snäckart som först beskrevs av Petterd 1879.  Oreomava otwayensis ingår i släktet Oreomava och familjen Charopidae. IUCN kategoriserar arten globalt som sårbar. Inga underarter finns listade i Catalogue of Life.